# Ahmose-Sitkamose
Ahmose-Sitkamose (fl. XVI secolo a.C.) è stata una regina egizia della XVII dinastia.

## Biografia
Siccome la seconda parte del suo nome, Sitkamose, significa "Figlia di Kamose", verosimilmente fu una figlia del faraone Kamose. 
Probabilmente andò in sposa al faraone Ahmose I, che dovette esserle fratello o cugino; infatti poté fregiarsi del titolo di "Sposa del re", oltre a quelli di "Figlia del re" e "Sorella del re". Fu anche "Divina Sposa di Amon", anche se verosimilmente si tratta di un titolo postumo. 

## Ritrovamento
La mummia di Ahmose-Sitkamose fu scoperta nel 1881 nel cosiddetto "nascondiglio" di Deir el-Bahari, dove i sacerdoti di Amon traslarono di nascosto una cinquantina di mummie reali, nel 10º anno di regno del faraone Siamon, per salvarle dalle razzie ormai endemiche nella Valle dei Re; giaceva nel sarcofago di un uomo vissuto sotto la XXI dinastia di nome Pediamon. La sua salma, danneggiata dai ladri di tombe, fu sbendata il 19 giugno 1886 da Gaston Maspero. Emerse che doveva avere una trentina d'anni quando morì, e l'anatomista G. Elliot Smith la descrisse come una donna robusta, quasi mascolina. La posizione delle mani e delle braccia è inusuale per il periodo, e peculiare il fatto che le unghie dei piedi siano state fissate tramite cordicelle, durante il processo di imbalsamazione. Sulle resine disseccate, di cui fu cosparsa la salma, furono notate le impronte dei gioielli della regina, poi sottratti dai ladri.

## Titoli
- "Grande sposa reale"
- "Figlia del re"
- "Sorella del re"
- "Divina Sposa di Amon"